# القوات الجوية الغواتيمالية
القوات الجوية الغواتيمالية (بالإسبانية: Fuerza Aérea Guatemalteca [FAG]) هي سلاح الجو التابع للقوات المسلحة الغواتيمالية. تخضع القوات الجوية الغواتيمالية للقوات المسلحة، ويقوم قائدها برفع تقاريره إلى وزير الدفاع.
مهمة القوات الجوية الغواتيمالية هي "التخطيط للعمليات الجوية وتنفيذها من أجل الحفاظ على سيادة المجال الجوي الوطني وضمانها، من خلال القتال الجوي ودعم الوحدات البرية، بهدف ردع أو تحييد أو تدمير أي تهديد ضد الأهداف الوطنية، بالإضافة إلى التعاون مع مؤسسات الدولة الأخرى لتحقيق الجهود الوطنية."